# Svatý Bartoloměj (ostrov)

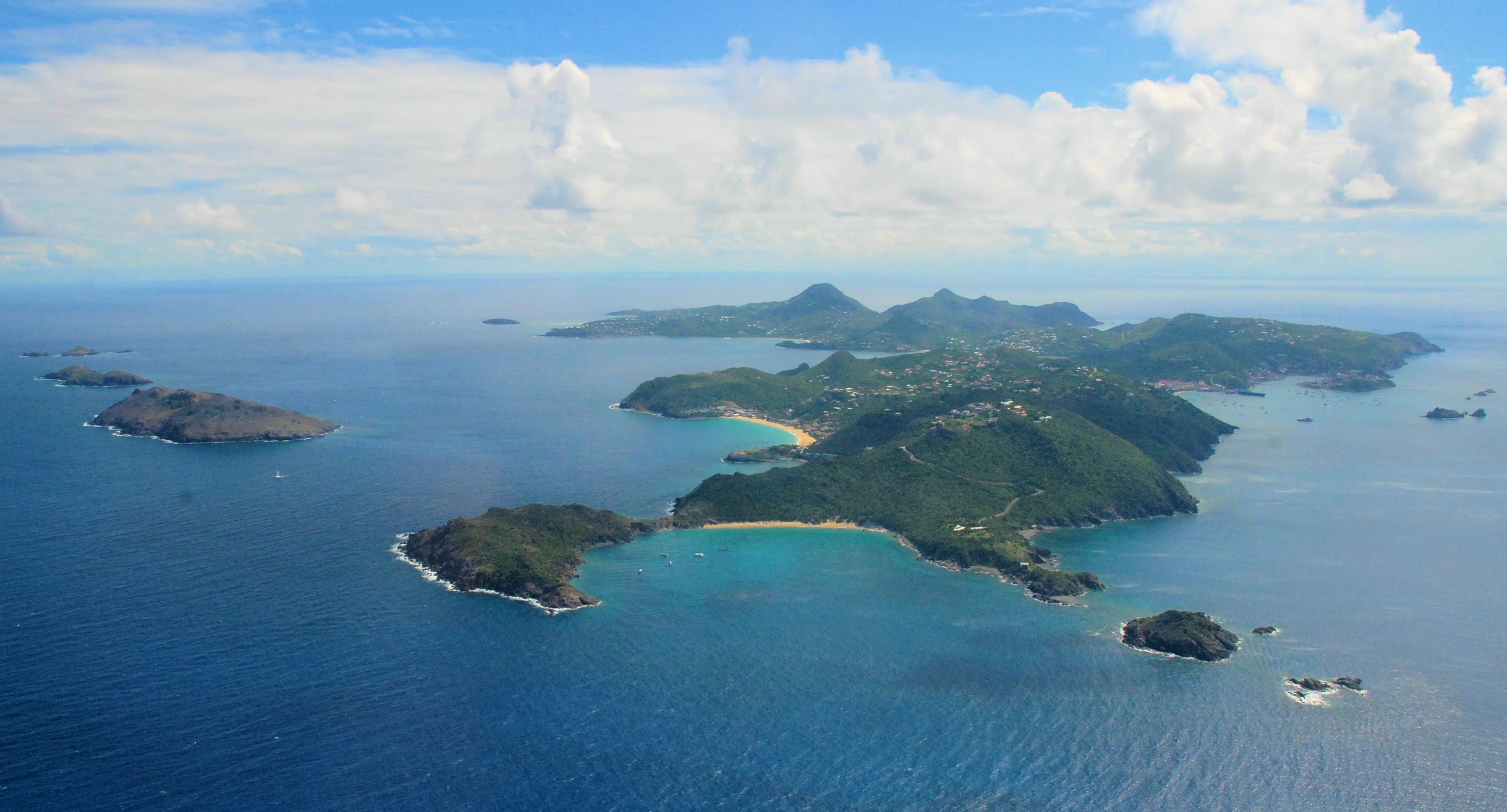
Ostrov Svatý Bartoloměj

Svatý Bartoloměj (francouzsky Saint-Barthélemy) je ostrov v Karibském moři, který patří do souostroví Malé Antily. Od 22. února 2007 je zámořským společenstvím Francie. Do té doby byl součástí francouzského zámořského departementu Guadeloupe.

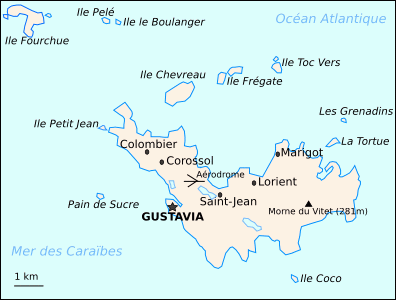
Mapa ostrova

## Historie
V předkolumbovské éře byl ostrov pravděpodobně navštěvován Taíny, východokaribským indiánským etnikem.
Kryštof Kolumbus objevil ostrov v roce 1493, při své druhé výpravě. Ostrov je pojmenován po jeho bratrovi Bartolomějovi. Později byl ostrov francouzskou kolonií.
V letech 1784–1878 byl ostrov švédskou kolonií. Švédsko ostrov od Francie koupilo za obchodní práva v Göteborgu. Hlavní město Svatého Bartoloměje Gustavia bylo pojmenováno po švédském králi Gustavu III. Švédsko prodalo roku 1878 ostrov zpět Francii.
Dne 8. října 2009 rozhodl svatobartolomějský parlament o záměru ostrova vystoupit z Evropské unie, jíž byl jakožto území Francie členem. Evropská rada vzala tento postoj na vědomí a rozhodnutím ze dne 29. října 2010 příslušným způsobem změnila Smlouvu o fungování EU s účinností k 1. lednu 2012. K tomuto datu pozbyl Svatý Bartoloměj statusu nejvzdálenějšího regionu EU a nabyl postavení tzv. zámořské země a území.
V prosinci 2017 došlo poblíž ostrova k zemětřesení o síle 5,2.

## Symboly
Svatý Bartoloměj, francouzské závislé území, užívá vedle francouzských symbolů i své vlastní.

### Vlajka
Neoficiální vlajka Svatého Bartoloměje je tvořena bílým listem o poměru stran 2:3. Uprostřed je umístěn znak ostrova.

### Znak
Znak Svatého Bartoloměje je tvořen modrým štítem s červeným břevnem. Na horním, modrém poli jsou tři zlaté bourbonské lilie. Na červeném břevnu je stříbrný osmihrotý kříž, v dolním, modrém poli jsou tři korunky.

## Turistika
Rozvoj turistiky umožnila hlavně výstavba letiště. Toto letiště pro malá letadla sice patří mezi nejnebezpečnější na světě, ale v sezoně (prosinec) umožňuje přílet až 250 strojů denně.